# Bilderbergconferentie 1993
De Bilderbergconferentie van 1993 werd gehouden van 22 tot en met 25 april 1993 in het Nafsika Astir Palace Hotel in Vouliagmeni (ten zuiden van Athene), Griekenland. Vermeld zijn de officiële agenda indien bekend, alsmede namen van deelnemers indien bekend. Achter de naam van de opgenomen deelnemers staat de hoofdfunctie die ze op het moment van uitnodiging uitoefenden.

## Agenda
- What kind of Europe will the U.S. have to deal with? (Met welk type Europa krijgt de VS te maken?)
- Current events: Former Yugoslavia (Actuele zaken: Voormalig Joegoslavië)
- Restoring confidence in leadership and institutions (Herstel van verstrouwen in leiderschap en instituten)
- Prospects for Global Trade (Verwachtingen voor de Wererldhandel)
- U.S. domestic policy concerns (bezorgdheid ten aanzien van de VS binnenlandpolitiek)
- The outlook for Japan's economy (De vooruitzichten voor de Japanse economie)
- Cost of indifference toward the former Soviet Union (Indifferentiekosten richting de voormalige Sovjet-Unie)
- Current events: Italy (Actuele zaken: Italië)
- Foreign policy concerns of the Clinton Administration (zorgen met betrekking tot het buitenlandbeleid onder het Clinton presidentschap)
- Crisis management (Crisis management)

## Deelnemers
- Nederland - Koningin Beatrix, staatshoofd der Nederlanden
- Nederland - Ernst van der Beugel, Emeritus hoogleraar Internationale Betrekkingen RU Leiden
- Nederland - Elco Brinkman, voorzitter Algemeen Verbond Bouwbedrijf
- Nederland - Wim Kok, Nederlands premier

1954 ·
1955 (1) ·
1955 (2) ·
1956 ·
1957 (1) ·
1957 (2) ·
1958 ·
1959 ·
1960 ·
1961 ·
1962 ·
1963 ·
1964 ·
1965 ·
1966 ·
1967 ·
1968 ·
1969 ·
1970 ·
1971 ·
1972 ·
1973 ·
1974 ·
1975 ·
(1976) ·
1977 ·
1978 ·
1979 ·
1980 ·
1981 ·
1982 ·
1983 ·
1984 ·
1985 ·
1986 ·
1987 ·
1988 ·
1989 ·
1990 ·
1991 ·
1992 ·
1993 ·
1994 ·
1995 ·
1996 ·
1997 ·
1998 ·
1999 ·
2000 ·
2001 ·
2002 ·
2003 ·
2004 ·
2005 ·
2006 ·
2007 ·
2008 ·
2009 ·
2010 ·
2011 ·
2012 ·
2013 ·
2014 ·
2015 ·
2016 ·
2017 ·
2018 ·
2019 ·
2020 ·
2021 ·
2022 ·
2023